# Stele di Bentresh

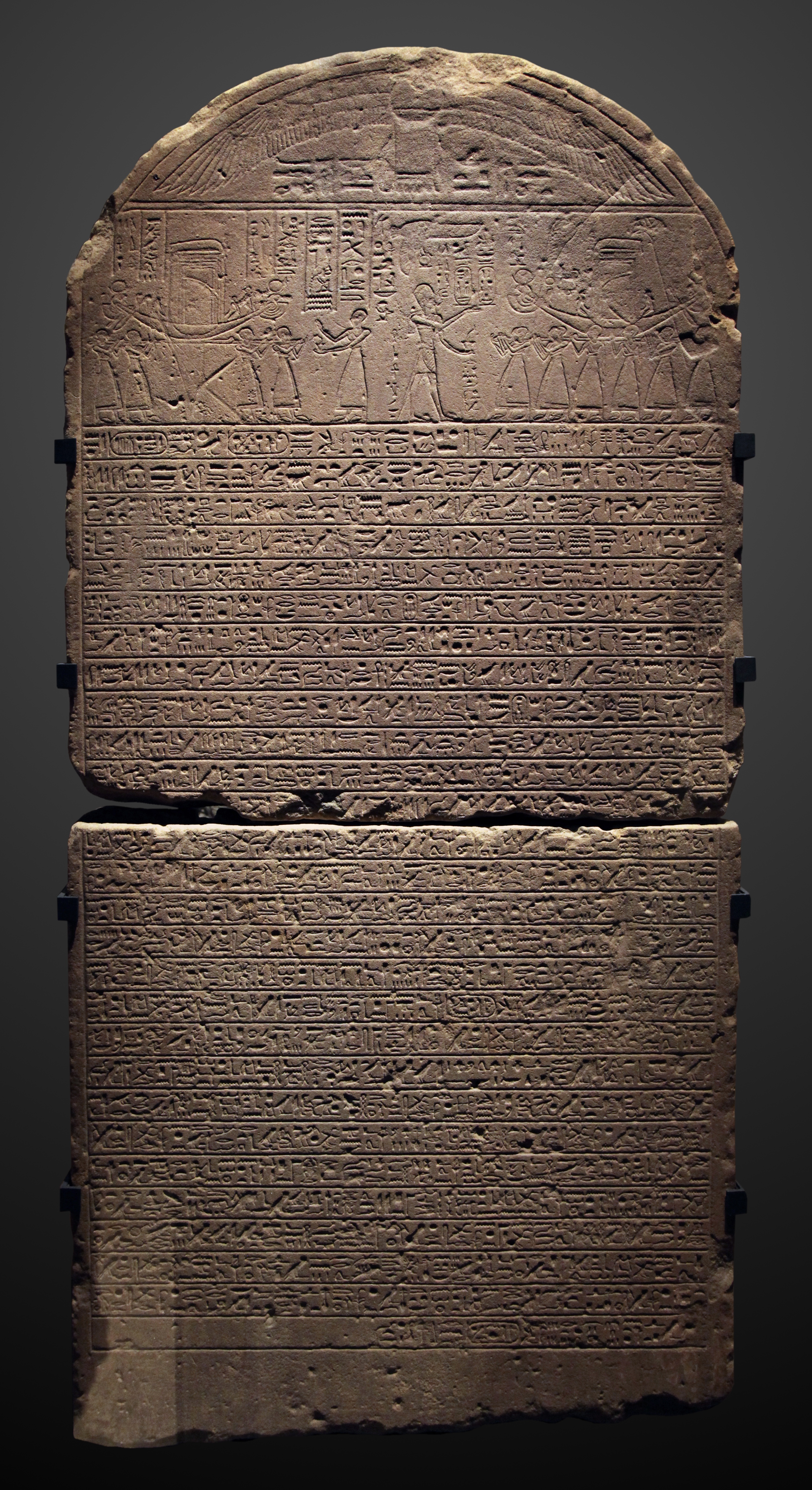
Stele di Bentresh

La stele di Bentresh, nota anche come stele di Bakhtan, è una stele in arenaria dell'antico Egitto, che riporta un testo geroglifico in cui  si narra la storia di Bentresh, figlia del principe di Bakhtan (cioè la Battriana), che si ammalò e fu guarita dal dio egizio Khonsu.

## Descrizione
La stele è realizzata in arenaria nera. Essa misura 2,22 m in altezza e 1,09 m in larghezza.
Fu rinvenuta nel 1829 in un piccolo santuario di età tolemaica posto vicino al tempo di Khonsu di Ramses III a Karnak.
La stele è ora conservata nel Louvre (Louvre C 284).
Nella lunetta è raffigurato Ramses II che offre incenso a Khonsu di Tebe.
Il testo è composto da 28 righe e inizia con la titolatura di Ramses; dopo la titolatura, segue il racconto della storia.
Quando Sua Maestà viaggiò verso la Naharina, il principe di Bakhtan gli diede la sua figlia maggiore in matrimonio.
Il faraone chiamò la ragazza Neferure (forse modellata sulla Grande Moglie Reale di Ramses Maathorneferure, che era straniera) e ne fece la sua regina.
Nel ventitreesimo anno di regno, il faraone fu informato che la sorella minore di Neferure Bentresh si ammalò.
Ramses le inviò il saggio scriba Djehutyemheb per curarla, ma questi non ebbe successo, poiché la ragazza era posseduta da un demone.
Il principe di Bakhtan chiese al faraone di inviare un dio.
Ramses invocò l'aiuto di Khonsu-Neferhotep, che diede la sua protezione magica a Khonsu-Pairsekher, la cui statua fu quindi inviata a Bakhtan.
Il dio espulse il demone e guarì la principessa.
Il principe di Bakhtan non rimandò indietro in Egitto il dio, cosicché Khonsu trascorse 3 anni e 9 mesi a Bakhtan; ma una notte, il principe fece un sogno: il dio mutò in un falcone dorato, abbandonò il suo santuario e fece ritorno in Egitto.
Il principe comprese che era suo dovere lasciar partire il dio e ordinò che la statua fosse riportata in Egitto.

## Contenuto della storia
Il racconto è ambientato sotto il regno di Ramses II – nella storia Bentresh è una cognata –, ma il suo linguaggio mostra chiaramente che fu scritto molto più tardi, durante il periodo tardo o anche nel periodo tolemaico, come opera propagandistica, e fu camuffata per sembrare un'iscrizione più antica al fine di darle maggiore autorevolezza.
Il suo scopo poteva essere il ricordo di un'antica gloria dell'Egitto sotto il dominio straniero (persiano o tolemaico) o la glorificazione di Khonsu-Neferhotep, "il misericordioso", e di Khonsu-Pairsekher, "il fornitore", i due aspetti del dio adorato a Tebe, o fu ispirato dalla rivalità dei loro rispettivi sacerdoti.
Il presunto matrimonio tra Ramses II e la figlia del principe di Battriana è stata di recente reinterpretata come esempio della imitatio Alexandri, cioè l'imitazione di Alessandro Magno.